# Миносян, Кугарик Калустовна
Кугарик Калустовна Миносян (1912 год, село Весёлое, Сочинский округ, Черноморская губерния, Российская империя — дата смерти неизвестна, село Весёлое, Адлерский район, Сочи, Краснодарский край) — звеньевая колхоза имени Блинова Адлеровского района Краснодарского края. Герой Социалистического Труда (1971).

## Биография
Родилась в 1912 году в крестьянской семье потомственного табаковода в селе Весёлое Сочинского округа (сегодня — Адлерский район). Окончила местную начальную школу. С начала 1930-х годов трудилась в местной сельскохозяйственной коммуне имени Блинова (с 1940 года — одноимённый колхоз Адлеровского колхоза). Трудилась рядовой колхозницей, звеньевой табаководческого звена.
В 1948 году звано под её руководством собрало в среднем с каждого гектара по 18 центнером листа табака сорта «Самсун» на участке площадью 3 гектара. Указом Президиума Верховного Совета СССР от 16 апреля 1949 года удостоена звания Героя Социалистического Труда за «получение высоких урожаев пшеницы и табака в 1948 году» с вручением ордена Ленина и золотой медали «Серп и Молот».
Трудилась в колхозе имени Блинова (с 1960 года — совхоз «Россия») до выхода на пенсию в 1968 году. Персональный пенсионер союзного значения. Проживала в родном селе. Дата смерти не установлена.